# Cyrtopogon cymbalista
Cyrtopogon cymbalista là một loài ruồi trong họ Asilidae. Cyrtopogon cymbalista được Osten-Sacken miêu tả năm 1877. Loài này phân bố ở vùng Tân Bắc giới.